# Кучаны (посадочная площадка)
Куча́ны — посадочная площадка, предназначенная для приема и выпуска самолетов класса Ан-2 и ниже, а также вертолетов всех типов (летные характеристики которых соответствуют категории А), при выполнении ими визуальных полетов по маршрутам ниже нижнего эшелона и авиационных работ.
На посадочной площадке организована заправка воздушных судов авиационным керосином ТС-1, авиационным бензином Avgas 100 LL, автомобильным бензином АИ-95. Возможен прием и заправка воздушных судов, следующих транзитным маршрутом. Связь с экипажами в осуществляется на частоте диспетчера Киров-Старт 118,6 МГц через УКВ радиостанцию, которая находится на посадочной площадке «Кучаны».

## История
Подготовка к строительству посадочной площадки «Кучаны» началась в 2009 году, когда в результате кадровых перестановок на ОАО «Кировское авиапредприятие» сменился генеральный директор и была сокращена значительная часть летного состава. Команда профессионалов объединилась для работы над новым проектом по строительству собственной посадочной площадки. Земельный участок и финансирование предоставила компания «Вятка-Девелопмент». После завершения строительства и приобретения воздушных судов для выполнения работ в области малой авиации эксплуатантом посадочной площадки стало вновь созданное авиапредприятие ООО «Вяткаавиа».

## Транспортное сообщение
Посадочная площадка «Кучаны» расположена в 25 км юго-западнее г. Киров и в 5,4 км южнее от контрольной точки аэродрома Киров («Победилово»). Севернее с юго-запада на северо-восток проходит железная дорога («Котельнич — Киров») и две шоссейные дороги («Стрижи — Киров» и «Стрижи — Пасегово — Киров»).

## Технические характеристики
Посадочная площадка «Кучаны» имеет две грунтовые взлетно-посадочные полосы 600×65 м.
ВПП с МКпос 100/280° оборудована сертифицированным светосигнальным оборудованием (ОМИ), что позволяет выполнять полеты в ночное время.

Также имеется вертолетная площадка.
Летное поле имеет форму неправильного четырехугольника, вытянутого с северо-запада на юго-восток и ограниченного с севера и востока дорогами, с юга — лесом, с запада — оврагом, покрытым лесом.
Подъезд к посадочной площадке, а также подвоз грузов и горюче-смазочных материалов осуществляется по шоссе «Киров — Пасегово — Стрижи».
Погрузочно-разгрузочные работы организуются ответственными лицами авиакомпании «Вяткаавиа».
Географические координаты КТА (WGS 84):
- широта (ф) — 58°27’18" северная;
- долгота (Л) — 049°21’08" восточная.
- Абсолютная высота КТА (Нкта): + 151 м.
- Абсолютная высота ПП (Нпп): + 151 м.
- Магнитное склонение (ДМ): + 13°.

В зимний период поверхность посадочной площадки готовится уплотнением снежного покрова укатыванием.

### Параметры полос
ВПП 10/28 грунтовая:
- размеры 600×65 м;
- МПУ 100°-280°;
- П 10: Набс = 148,0 м, координаты 58°27’22,6" сш — 049°20’39,4" вд (WGS 84)
- П 28: Набс = 150,6 м, координаты 58°27’15,3" сш — 049°21’21,0" вд (WGS 84)
- продольный уклон ВПП — 0,043 %, поперечный уклон — отсутствует;
- пригодна для взлета и посадки самолетов класса Ан-2 и ниже, вертолетов всех типов, летные характеристики которых соответствуют категории А.

ВПП 07/25 грунтовая;
- размеры 600X65 м;
- МПУ 70° — 250°:
- П 07: Набс = 150 ,0 м, координаты 58°27’16,5" сш — 049°20’39,4" вд (WGS-84)
- П 25: Набс = 152,5 м, координаты 58°27’18,1" сш — 049°21’17,0" вд (WGS-84)
- продольный уклон ВПП — 1 %, поперечный уклон — отсутствует;
- пригодна для взлета и посадки самолетов класса Ан-2 и ниже, вертолетов всех типов, летные характеристики которых соответствуют категории А.

Вертолетная площадка:
- размеры 20X20 м;
- координаты 58°27’17,6" сш — 049°21’07,8" вд (WGS-84)
- пригодна для взлета и посадки вертолетов всех типов.

### Метеорологический минимум
Метеорологический минимум посадочной площадки для взлета и посадки воздушных судов — визуальные заходы на посадку производятся при метеоусловиях не хуже ВНГО=150 м, ДГВ= 2000 м.
При выполнении срочных полетов для обслуживания организаций здравоохранения, поисково-спасательных работ и тренировочных полетов — не хуже ВНГО = 100 м, ДГВ = 1000 м.
Ограничения по скорости и направлению ветра для каждого типа воздушных судов определяется РЛЭ.

## День Воздушного Флота России
С 2012 года на посадочной площадке «Кучаны» проходит ежегодное празднование Дня Воздушного Флота России. Организацией мероприятия занимается ООО «Вяткаавиа». Традиционное содержание программы праздника составляют показательные прыжки с парашютом, розыгрыш бесплатных прогулочных полетов на самолете и вертолете, выступление авиамоделистов, кайтсерферов и парапланеристов. При благоприятных погодных условиях гостям демонстрируются фигуры высшего пилотажа на спортивном самолете. Присутствуют полёты на воздушном шаре.
|  |  |  |  |

## Прочие фото ПП «Кучаны»
|  |  |  |  |  |  |